# Guy Chavanne
Pour les articles homonymes, voir Chavannes.
Guy Chavanne, né le 4 février 1900 à Gouvernes (Seine-et-Marne) et mort le 4 janvier 1983 à Lagny-sur-Marne (Seine-et-Marne), est un député français.

## Biographie
Ce cadre de banque élu de la 2e circonscription de Seine-et-Marne siège comme député du 30 novembre 1958 à la fin de la Ire législature le 9 octobre 1962, dans le groupe Union pour la nouvelle République avant de siéger parmi les non-inscrits.
Il est conseiller général du canton de Lagny-sur-Marne de 1955 à 1973, il devient ensuite maire de Torcy de 1941 à 1977.